# Aphrodite's Child
Aphrodite's Child је био грчки рок и поп бенд који је 1967. основао Евангелос Папатанасиу, касније познат као Вангелис (клавијатуре, флауте), Демис Русос (бас, акустична и електрична гитара, вокал), Лукас Сидерас (бубњеви и вокал) и Силвергу Кулурис. У почетку су постигли успех у Европи са хит сингловима као што су"Rain and Tears", "End of the World", "I Want to Live" и "It's Five O'Clock",, пре него што су се окренули ка прогресивном року са својим трећим и последњим албумом, 666 (1972). Амбициозан концептуални албум инспирисан Књигом Откровења, касније је стекао признање критике и појавио се на бројним листама најбољих прогресивних и психоделичних албума свих времена.

## Историја

### Почеци
Папатанасиу и Русос су већ били успешни у Грчкој, свирајући у бендовима The Forminx и Idols, респективно, када су се окупили са Сидерасом и Кулурисом да формирају нови бенд. Име њиховог бенда изведено је из наслова песме Дика Кемпбела.
Њихово прво појављивање као бенд било је за албум In Concert and in Studio где су свирали на четири песме и били заслужни као "Вангелис и његов оркестар". Касније су снимили две демо песме и послали Philips Records-у. Вероватно је Вангелисова идеја била да се још увек анонимни бенд пресели у Лондон, што би било погодније окружење за њихову музику, пошто је њихова земља ушла у десничарску диктатуру 1967. Ова одлука, међутим, није била без проблема. Кулурис је морао да остане у Грчкој како би одслужио војни рок, док је бенд на путу за Лондон заглавио у Паризу делом због тога што нису имали исправне дозволе за рад, а делом због штрајкова повезаних са догађајима у мају 1968.

### Први албум
Бенд је у Паризу потписао уговор са кућом Mercury Records и објављују свој други сингл "Rain and Tears", која је прерада Пахелбеловог Канона у Д-дуру. Са овом песмом бенд је преко ноћи постао сензација у Француској и неколико других европских земаља у којима је сингл био на топ листама, упркос томе што је песма певана на енглеском. Продат је у преко милион примерака и награђен је златном плочом. Октобра исте године бенд је објавио свој први албум End of the World.